# Carrefour de la Résistance
Le carrefour de la Résistance est une place majeure de Maisons-Alfort.

## Situation et accès
Sur ce carrefour, convergent:

Carte postale - Carrefour d'Alfort.

- Le pont de Charenton qui mène vers la rive droite de la Seine,
- La rue Eugène-Renault,
- L'avenue du Général-de-Gaulle (anciennement Grande-Rue),
- l'avenue du Général-Leclerc (anciennement rue de Créteil).

Il est desservi depuis 1971 par la station de métro École vétérinaire de Maisons-Alfort sur la ligne 8 du métro de Paris. Le percement du tunnel entraîna la destruction du bas-quartier appelé La Fosse.

## Origine du nom

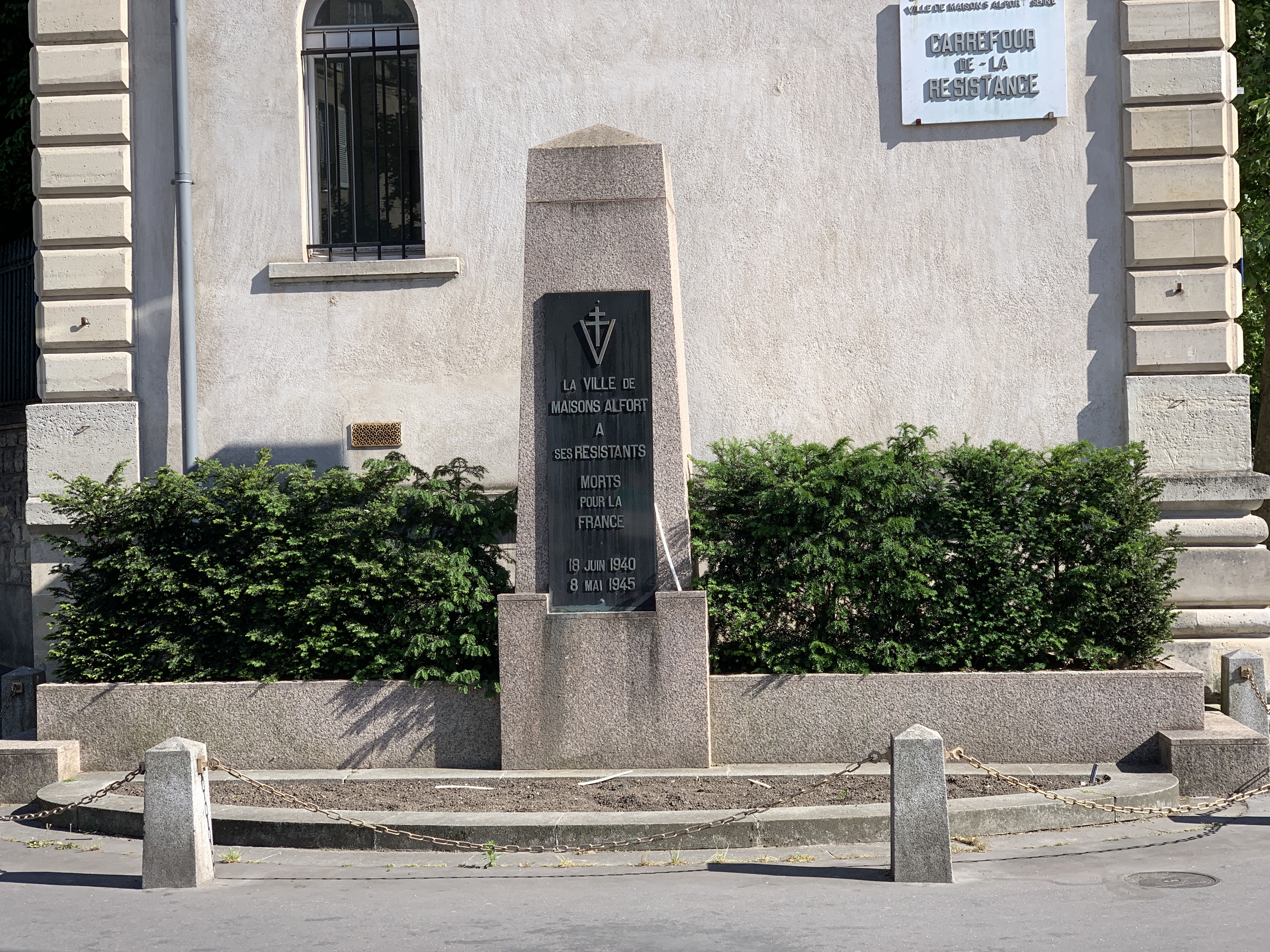
Monument à la Résistance.

Depuis 1957, le nom de ce carrefour est un hommage aux Forces françaises libres (FFL) et aux Forces françaises de l'intérieur (FFI) qui combattirent pendant la Seconde Guerre mondiale.

## Historique

Le carrefour d'Alfort vers 1900.

Cette place, qui s'appelait autrefois carrefour d'Alfort, est le point de passage principal vers le pont de Charenton, datant de la Rome antique, aujourd'hui route départementale 5.
Il figure sur le plan de l’abbé Delagrive réalisé en 1728.
Sous le Premier Empire, s'y trouvait un relais de poste où Napoléon Ier avait coutume de s'arrêter lorsqu'il se rendait à l'école vétérinaire.
Sa proximité avec la Marne en fit le théâtre de nombreuses inondations, ainsi en janvier 1802 où l'eau y atteignit un pied de hauteur, en 1876 et en 1910.
Le carrefour et ses alentours bénéficient d'une profonde rénovation à partir de 1992.

## Édifices remarquables

Le carrefour et la rue de Créteil, aujourd'hui avenue du Général-Leclerc.

- École nationale vétérinaire d'Alfort, créée en 1765.
- Église Sainte-Agnès de Maisons-Alfort, construite en 1932.
- Mémorial "La ville de Maisons-Alfort à ses résistants Morts pour la France: 18 juin 1940 - 8 mai 1945"[10], inauguré le 2 décembre 1951[11].